# Xiyan (ort)
Xiyan är en ort i Kina. Den ligger i provinsen Hunan, i den södra delen av landet, omkring 300 kilometer sydväst om provinshuvudstaden Changsha. Antalet invånare är 3 060.
Runt Xiyan är det ganska tätbefolkat, med 207 invånare per kvadratkilometer. Xiyan är det största samhället i trakten. I omgivningarna runt Xiyan växer i huvudsak blandskog.
Genomsnittlig årsnederbörd är 1 628 millimeter. Den regnigaste månaden är maj, med i genomsnitt 228 mm nederbörd, och den torraste är oktober, med 62 mm nederbörd.